# 3096 дней
«3096 дней» (нем. 3096 Tage) — автобиография австрийки Наташи Кампуш, похищенной в возрасте 10 лет техником Вольфгангом Приклопилем. Книга написана в соавторстве с двумя журналистками Хайке Гронемайер и Коринной Мильборн.

## История создания
История Наташи Кампуш, девушки из Вены, похищенной в возрасте десяти лет Вольфгангом Приклопилем и проведшей в плену более восьми лет, вызвала широкий интерес у СМИ. Кампуш получила несколько предложений от разных издательств о написании автобиографической книги.
Сама Кампуш говорила в интервью, что хочет написать автобиографию, чтобы развеять домыслы о себе, в частности, слух о том, что она страдает стокгольмским синдромом.
Создание книги заняло несколько месяцев, в течение которых Кампуш рассказывала о своей жизни и зачитывала страницы своего дневника журналисткам Хайке Гронемайер и Коринне Мильборн, а они перерабатывали её слова в связный текст.
Книга была опубликована в 2010 году издательством Ullstein Verlag и получила название «3096 дней» — по количеству дней, проведённых Кампуш в плену.
Произведение стало одной из самых коммерчески успешных книг 2010 года.

## Критика
Литературный рецензент газеты The Guardian Ванесса Торп (англ. Vanessa Thorpe) положительно оценила книгу, написав, что «её [Кампуш] автобиография является свидетельством силы воображения перед лицом самых страшных испытаний» (англ. Her autobiography is testament to the power of the imagination in the face of a most terrifying predicament).
Критик Ким Киндерманн (нем. Kim Kindermann) в своём обзоре для программы Deutschlandradio Kultur также дал положительную оценку книге и охарактеризовал её как «чётко структурированную, почти фактически описывающую её [Кампуш] 3096 дней в плену» (нем. Klar strukturiert, fast sachlich schildert sie ihre 3096 Tage in Gefangenschaft).

## Награды
- В 2011 году книга получила премию «Buchliebling-Preis 2011» в номинации «биографии»[9].

## Экранизация
17 июня 2010 года немецкий кинопродюсер Бернд Айхингер объявил, что собирается экранизировать историю Кампуш. Он пригласил Кейт Уинслет на главную роль. Однако в 2011 году Айхингер умер, после чего начало съёмок перенесли на 2012 год. Режиссёром стала Шерри Хорман. На роль Наташи Кампуш была выбрана Антония Кэмпбелл-Хьюз, Вольфганга Приклопиля — Туре Линдхардт, Бригитты Сирни — Трине Дюрхольм. Премьера картины, названной «3096 дней», состоялась в 2013 году.

## Перевод
В 2011 году издательством «Олма медиа групп» был выпущен русский перевод книги (переводчик — Светлана Ширшова). По словам Ширшовой, история Кампуш «потрясла её до глубины души». В интервью газете «Красное знамя» переводчица сказала, что «автобиография написана не в виде столь модной „чернухи“, напротив, она является глубоким психологическим анализом пережитого, взглядом со стороны на противостояние ребёнка тем страшным обстоятельствам, в которых он оказался».